# Bowętów
Bowętów – wieś w Polsce, położona w województwie łódzkim, w powiecie łęczyckim, w gminie Grabów.
| SIMC    | Nazwa  | Rodzaj    |
| ------- | ------ | --------- |
| 0283831 | Czajki | część wsi |
| 0283848 | Kliny  | część wsi |
| 0283854 | Żale   | część wsi |

W latach 1975–1998 wieś administracyjnie należała do województwa konińskiego.